# Harper – En kille på hugget
Harper – En kille på hugget är en amerikansk långfilm från 1966 med Paul Newman i huvudrollen som privatdeckaren Lew Harper. Filmen bygger på Ross Macdonalds roman Rörligt mål från 1949, fast i boken heter privadetektiven Lew Archer.
1975 upprepade Newman rollen som Harper i filmen Ett fall för Harper (The Drowning Pool). 

## Medverkande
- Paul Newman — Lew Harper
- Lauren Bacall — Elaine Sampson
- Julie Harris — Betty Fraley
- Arthur Hill — Albert Graves
- Janet Leigh — Susan Harper
- Pamela Tiffin — Miranda Sampson
- Robert Wagner — Allan Taggert
- Robert Webber — Dwight Troy
- Shelley Winters — Fay Estabrook